# Blow (chanson de Kesha)
Pour les articles homonymes, voir Blow.
Singles de Kesha
We R Who We R
(2010) Die Young
(2012)
Blow (en français Explose) est le deuxième single extrait du premier Extended Play (EP) Cannibal (2010) de la chanteuse américaine Kesha. La chanson sort le 8 février 2011. Elle est écrite par Kesha, Klas Åhlund, Lukasz Gottwald, Alan Grigg, Benjamin Levin et Max Martin, et réalisée par Dr. Luke, Max Martin, Benny Blanco et Kool Kojak. Pour Kesha, les paroles de la chanson sont représentatives d'elle-même et de ces fans.
Blow est une chanson avec une dominance des styles electropop et dance-pop, tandis que les paroles, décrites comme un hymne à la fête délivrant un message simple, le désir de passer un bon moment dans un club.

## Genèse et écriture
Blow est écrite par Kesha Sebert avec Klas Åhlund, Lukasz Gottwald, Alan Grigg, Benjamin Levin et Max Martin. La réalisation artistique est assurée par Dr. Luke, Max Martin, Benny Blanco et Kool Kojak. D'après la chanteuse les paroles « We’re taking over » qui signifie en français « On se prend en main » lui ressemble, ainsi qu'à ses fans, dont elle explique au cours d'une interview avec Beatweel Magazine « j'aime quand je dis « We're taking over » car mes fans et moi-même avons commencé un culte. Nous sommes inadaptés à la société mais nous nous regroupons et nous lançons une révolution. On se prend en main. Donc il faut s'y habituer »,.
Blow est une chanson au style musical dance-pop et electro qui utilise des synthétiseurs qui insuffle le rythme en soutien,. La chanson débute sur les rires de Kesha avant de commander de danser. Le chœurs de la chanson début lors que la voix de Kesha se change en un « bégaiement » auto-tuné en répétant « This place about to blow » qui signifie en français « Cet endroit est sur le point d'exploser » quatre fois sur une rythmique electro. Lors du pont, la voix de Kesha change en passant à un rap chanté et dit à son auditeur « Go insane, go insane / Throw some glitter / Make it rain on 'em / Let me see them Hanes »,,. La voix de Kesha est utilisée avec le logiciel Auto-Tune en couche. Les paroles de la chanson transmettent un message d'hymne à la fête, la chanson de prendre du bon temps dans un club. Bill Lamb d'About.com estime que les paroles de la chanson dépeint une « description miniature d'elle-même et ses fans, « la crasse et les paillettes recouvrent le sol / Nous sommes mignons et malades, nous sommes jeunes et nous nous ennuyons ». »,. Pour Robert Cospey de Digital Spy, la chanson est similaire à Satisfaction (2002) de Benny Benassi.

## Accueil

### Accueil critique
L'accueil critique de la chanson est généralement positif. Le hook est salué, ainsi que l'introduction, et l'hymne à la fête. Cependant certains trouvent que les chœurs sont peu inspirés et ordinaires. Le travail de la voix de Kesha a quant à lui rencontré des réactions plus mitigées : quelques critiques trouvent sa voix à la fois impertinente et effrontée, lorsque d'autres trouvent que sa personnalité est absente de la chanson. Commercialement, Blow rentre dans le top 10 aux Billboard Hot 100 aux États-Unis et en Australie, ce qui devient son 6e top 10 dans ces deux pays comme artiste solo. La chanson atteint le top 10 en Nouvelle-Zélande et le top 20 dans le Canadian Hot 100 au Canada.

### Performance dans les classements
Aux États-Unis, Blow est entré au Billboard Hot 100 le 4 décembre 2010, à la 97e place.

## Les acteurs

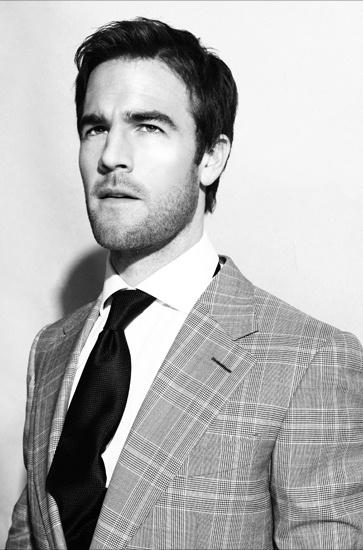
James Van Der Beek joue le Némésis de Kesha dans le vidéoclip.

Le vidéoclip pour Blow a été réalisé par Chris Marrs Piliero. Il est sorti le 26 février 2011. D'une durée de 4:14, on y voit Ke$ha et l'acteur James Van Der Beek de Dawson à une fête avec des personnes ayant des têtes de licornes. À la fin, la fête tourne au règlement de comptes entre Ke$ha et James Van Der Beek. Elle finit par le tuer.

## Crédits et personnels
- Chant - Kesha
- Écriture – Kesha Sebert, Klas Ahlund, Lukasz Gottwald, Alan Grigg, Benjamin Levin, Max Martin
- Production – Dr. Luke, Max Martin, Benny Blanco, Kool Kojak
- Instruments et programmation – Dr. Luke, Max Martin, Benny Blanco, Kool Kojak
- Ingénieures – Emily Wright, Sam Holland, Chris "TEK" O'Ryan

Crédits adaptés du livret de l'album Cannibal, Dynamite Cop Music/Where Da Kasz at BMI.

## Classements et certifications

### Classement hebdomadaire
| Classement (2010-2011)                      | Meilleure position |
| ------------------------------------------- | ------------------ |
| Allemagne (Media Control AG)                | 39                 |
| Australie (ARIA)                            | 10                 |
| Autriche (Ö3 Austria Top 40)                | 22                 |
| Belgique (Flandre Ultratip 100)             | 4                  |
| Belgique (Wallonie Ultratip 50)             | 6                  |
| Canada (Hot 100)                            | 12                 |
| Irlande (IRMA)                              | 28                 |
| Nouvelle-Zélande (RMNZ)                     | 8                  |
| Slovaquie (IFPI Rádio)                      | 7                  |
| États-Unis (Billboard Hot 100)              | 7                  |
| États-Unis (Billboard Hot Dance Club Songs) | 27                 |
| États-Unis (Pop Airplay)                    | 3                  |
| Tchéquie (IFPI Rádio)                       | 36                 |
| Royaume-Uni (UK Singles Chart)              | 32                 |

### Certifications
| Pays                    | Disque de certification |
| ----------------------- | ----------------------- |
| Australie (ARIA)        | Platine                 |
| Nouvelle-Zélande (RIAN) | Or                      |

## Historique de sortie
| Pays        | Date            | Label       | Format                 |
| ----------- | --------------- | ----------- | ---------------------- |
| États-Unis  | 8 février 2011  | RCA Records | Mainstream             |
| Suisse      | 25 février 2011 | RCA Records | Téléchargement digital |
| Allemagne   | 22 avril 2011   | RCA Records | CD single              |
| Royaume-Uni | 22 avril 2011   | RCA Records | Digital EP             |